# Mussaenda reinwardtiana
Mussaenda reinwardtiana är en måreväxtart som beskrevs av Friedrich Anton Wilhelm Miquel. Mussaenda reinwardtiana ingår i släktet Mussaenda och familjen måreväxter. Inga underarter finns listade i Catalogue of Life.